# У Хьон Чон
У Хьон Чон (20 лютого 1977) — південнокорейська хокеїстка на траві.
Срібна призерка Олімпійських Ігор 1996 року.
Переможниця Азійських ігор 1998 року.
Чемпіонка Азії 1999 року.